# Morgan Wallace
Morgan Wallace (26 de julho de 1881 (algumas fontes 1877) – 12 de dezembro de 1953) foi um ator norte-americano. Nascido em Lompoc, Califórnia, ele atuou em mais de 120 filmes entre 1914 a 1946, incluindo It's a Gift (1934) e My Little Chickadee (1940). Wallace faleceu em Tarzana, Califórnia.

## Filmografia selecionada[quem?]
- Orphans of the Storm (1921)
- One Exciting Night (1922)
- The Hotel Mouse (1923)
- Safe in Hell (1931)
- It's a Gift (1934)
- The Headline Woman (1935)
- Mr. Moto Takes a Vacation (1939)
- My Little Chickadee (1940)
- Gaslight (1944)
- The Falcon's Alibi (1946)